# Josep Miquel Quintana
Josep Miquel Quintana sembla que va néixer a Barcelona al segle xvi. Polític català. Ciutadà honrat de Barcelona.
Va ser membre del Consell de Cent i va esdevenir també diputat reial de la Generalitat entre els anys 1629 i 1632. Va ser novament diputat reial del 1638 al 1641. El 1634 va formar part de les activitats de protesta per l'afer dels quints reclamats per Felip IV a la ciutat de Barcelona. En la Generalitat formava part del Braç Reial, mentre que Francesc de Tamarit ho feia pel Braç Militar i Pau Claris pel Braç Eclesiàstic.
El 1640 va intentar assegurar la fidelitat de Tortosa en la lluita contra Felip IV durant la Guerra dels Segadors, sense èxit. Col·laborà a organitzar la defensa contra la invasió castellana i, pel gener del 1641, la de la capital catalana. El 1643 va ser elegit com a síndic de Barcelona i intervingué en la política de relació amb les autoritats franceses. Va ser destinat com a capità de la Torre del Cap del Riu, i allà s'hi feu substituir pel seu fill. Precisament un error del fill, atribuït a traïció, li costà un breu empresonament, l'any 1649. Més tard l'afer es va resoldre i pare i fill foren absolts (1650). Formà part de la junta que tractà la capitulació de Barcelona l'any 1652 davant els exèrcits del rei Felip IV i restà després a la ciutat; s'esforçà a normalitzar-hi la vida ciutadana i administrativa després de la guerra.
A Esplugues de Llobregat un carrer li està dedicat.